# Saint Seiya Myth Cloth
Saint Seiya Myth Cloth (聖闘士聖衣神話 Seinto Seiya Kurosu Maisu?) es una popular línea de juguetes de Bandai basada en la franquicia de Saint Seiya, originada a partir del manga creado por Masami Kurumada. El producto también es conocido como Saint Myth Cloth, pero en sentido general se refieren a este con el título mencionado anteriormente. En principio, se pensó lanzar al mercado solamente a los cinco santos de bronce para conmemorar el aniversario número 12 de la serie y para el anticipado arco o saga de Hades en formato OVA, en el año 2003. Posteriormente, se fabricaron numerosas action figuras de los personajes de la serie clásica (años '80).
La mayoría de las Myth Cloth y Myth Cloth EX y Saint Seiya Cloth Crown, se basan principalmente en los personajes de la serie original(años '80) de Saint Seiya.
Desde su introducción en el año 2003, la línea ha incluido a la mayoría de los personajes del universo de Saint Seiya, y ha recibido críticas, en su mayoría positivas, por parte de viejos y nuevos coleccionistas, así como de fanáticos. Aparte de las versiones normales, dentro de la línea también han sido introducidas ediciones limitadas y personajes de Saint Seiya: The Lost Canvas(solo 2 caracteres), de Saint Seiya Ω(solo 3 caracteres) y Saintia Sho (solo 4 caracteres). Las figuras tienen mejoras y detalles superiores a la serie vintage comercializada en la década de 1980, presentando mejor acabado y articulación, pudiendo con las figuras posar y recrear situaciones vividas por los personajes en la serie animada, y el alto detalle del moldeado y esculpido producen una semejanza muy detallada de los personajes vistos en la animación. Debido a toda la nueva tecnología empleada y meticuloso acabado en moldeado y esculpido, las figuras Saint Seiya Myth Cloth son costosas comparadas con sus antecesoras, pero ello no impide que éstas tengan gran éxito y demanda. Al igual que la mayoría de los productos de Bandai, la línea de figuras está orientada a un público masculino y de edad madura, pero también hay fanáticas que los coleccionan. Su demanda y ventas han sobrepasado a las de sus predecesores y todavía siguen en aumento[cita requerida].
En 2007, Bandai lanzó al mercado un producto «complementario» a la serie, llamado Saint Seiya Myth Cloth Appendix.  La línea incluye solo el busto de los personajes, a los personajes vestidos con su ropa cotidiana y a las cajas de Pandora (Pandora boxes) de sus armaduras.
En mayo de 2011, Bandai anunció la expansión de nuevas series de figuras derivadas de la línea Myth Cloth: Saint Seiya Myth Cloth EX y Saint Seiya Cloth Crown. Caracterizadas por una mayor movilidad y articulación, las dos líneas son más largas en sus dimensiones que las básicas, siendo la serie Saint Seiya Cloth Crown la de mayor tamaño, con 12 pulgadas (30 centímetros) de alto. Por su parte, la serie Saint Seiya Myth Cloth EX incluye efectos especiales —que se venden por separado— así como diferentes expresiones faciales para los personajes.
Durante la Tamashii Nations Summer Collection 2014, celebrada en mayo, Bandai anunció otra ampliación de la línea Myth Cloth, denominada Saint Seiya Myth Cloth Legend, centrada especialmente en los personajes que aparecen en la película animada en CGI, Saint Seiya: Legend of Sanctuary. Aunque, los primeros en ser revelados al público fueron Aioros de Sagitario y Seiya de Pegaso, el primero en ser lanzado al mercado será Saga de Géminis.
Hasta la fecha casi todos los personajes de las series clásicas(años '80) de Saint Seiya han tenido su figura de action figure incluso en varias versiones(hay un centenar de personajes myth cloths, myth cloth ex, etc. dedicados a los personajes de las series clásicas de Saint Seiya), en lugar de los spin-offs como Omega, Lost Canvas, Saintia Sho, etc. han tenido muy pocos personajes adaptados.

## Figuras de la línea
| Número | Figura                                | Fecha de lanzamiento |
| ------ | ------------------------------------- | -------------------- |
| 01     | Pegasus Seiya (Revived Bronze Cloth)  | 2003.11              |
| 02     | Dragon Shiryū (Revived Bronze Cloth)  | 2003.12              |
| 03     | Cygnus Hyōga (Revived Bronze Cloth)   | 2004.01              |
| 04     | Andrómeda Shun (Revived Bronze Cloth) | 2004.02              |
| 05     | Phoenix Ikki (Revived Bronze Cloth)   | 2004.03              |
| 06     | Gold Saint Leo Aiolia                 | 2004.04              |
| 07     | Gold Saint Aquarius Camus             | 2004.06              |
| 08     | Gold Saint Virgo Shaka                | 2004.08              |
| 09     | Gold Saint Sagittarius Aiolos         | 2004.10              |
| 10     | Gold Saint Capricorn Shura            | 2004.12              |
| 11     | Spectre Wyvern Rhadamanthys           | 2005.01              |
| 12     | Gold Saint Libra Dohko                | 2005.02              |
| 13     | Pegasus Seiya (Final Bronze Cloth)    | 2005.03              |
| 14     | Gold Saint Cancer Deathmask           | 2005.04              |
| 15     | Gold Saint Aries Mu                   | 2005.06              |
| 16     | Gold Saint Scorpion Milo              | 2005.08              |
| 17     | Dragon Shiryū (Final Bronze Cloth)    | 2005.09              |
| 18     | Gold Saint Taurus Aldebaran           | 2005.10              |
| 19     | Bronze Saint Hydra Ichi               | 2005.11              |
| 20     | Bronze Saint Unicorn Jabu             | 2005.11              |
| 21     | Gold Saint Gemini Saga                | 2005.12              |
| 22     | Gold Saint Pisces Aphrodite           | 2006.02              |
| 23     | Cygnus Hyōga (Final Bronze Cloth)     | 2006.03              |
| 24     | Bronze Saint Wolf Nachi               | 2006.04              |
| 25     | Bronze Saint Lionet Ban               | 2006.04              |
| 26     | Garuda Aiacos                         | 2006.05              |
| 27     | Silver Saint Lyra Orphée              | 2006.06              |
| 28     | Andrómeda Shun (Final Bronze Cloth)   | 2006.08              |
| 29     | Dubhe Alpha Siegfried                 | 2006.09              |
| 30     | Bronze Saint Bear Geki                | 2006.10              |
| 31     | Griffon Minos                         | 2006.11              |
| 32     | Kraken Isaac                          | 2006.12              |
| 33     | Sea Dragon Kanon                      | 2007.02              |
| 34     | Phoenix Ikki (Final Bronze Cloth)     | 2007.03              |
| 35     | Aries Shion (Surplice)                | 2007.06              |
| 36     | Siren Sorrento                        | 2007.08              |
| 37     | Mizar Zeta Syd                        | 2007.09              |
| 38     | Chrysaor Krishna                      | 2007.10              |
| 39     | Merak Beta Hägen                      | 2007.12              |
| 40     | Sea Horse Baian                       | 2008.01              |
| 41     | God of Death Thanatos                 | 2008.03              |
| 42     | Benetnasch Eta Mime                   | 2008.04              |
| 43     | Scylla Io                             | 2008.05              |
| 44     | Pegasus Seiya (God Cloth)             | 2008.06              |
| 45     | Lyumnades Casa                        | 2008.08              |
| 46     | God of Sea Poseidon -Normal VER.-     | 2008.09              |
| 47     | Alioth Epsilon Fenrir                 | 2008.11              |
| 48     | God of Sleep Hypnos                   | 2008.12              |
| 49     | Capricorn Shura (Surplice)            | 2009.02              |
| 50     | Aquarius Camus (Surplice)             | 2009.02              |
| 51     | Gemini Saga (Surplice)                | 2009.03              |
| 52     | Megrez Delta Alberich                 | 2009.06              |
| 53     | Andrómeda Shun (God Cloth)            | 2009.07              |
| 54     | Pegasus Tenma                         | 2009.08              |
| 55     | Phecda Gamma Thor                     | 2009.09              |
| 56     | Bennu Kagaho                          | 2009.11              |
| 57     | Odin Robe Seiya                       | 2009.12              |
| 58     | Cancer Deathmask (Surplice)           | 2010.01              |
| 59     | Alcor Zeta Bud                        | 2010.01              |
| 60     | Silver Saint Perseus Algol            | 2010.02              |
| 61     | Dragon Shiryū (God Cloth)             | 2010.03              |
| 62     | Silver Saint Lizard Misty             | 2010.05              |
| 63     | Bronze Saint Pegasus Seiya            | 2010.06              |
| 64     | Cygnus Hyōga (God Cloth)              | 2010.07              |
| 65     | Bronze Saint Andrómeda Shun           | 2010.08              |
| 66     | Pisces Aphrodite (Surplice)           | 2010.09              |
| 67     | Bronze Saint Cygnus Hyōga             | 2010.10              |
| 68     | Bronze Saint Dragon Shiryū            | 2010.11              |
| 69     | Phoenix Ikki (God Cloth)              | 2010.12              |
| 70     | God of the Underworld Hades           | 2011.03              |
| 71     | Black Saint Phoenix                   | 2011.04              |
| 72     | Bronze Saint Phoenix Ikki             | 2011.06              |
| 73     | Ophiuchus Shaina                      | 2011.11              |
| 74     | Harpy Valentine                       | 2012.02              |
| 75     | Eagle Marin                           | 2012.05              |
| 76     | Mermaid Thetis                        | 2012.12              |
| 77     | Chamaleon June                        | 2013.06              |

### Especiales
| Número | Figura                                                       | Fecha de lanzamiento | Observaciones |
| ------ | ------------------------------------------------------------ | -------------------- | --- |
| 01     | 5 Bronze Saints (Revived Bronze Cloth) Pack                  | 2007.12              | Un paquete que incluye a los 5 santos de bronze con sus armaduras tipo "Revived Bronze Cloth". Al cuerpo de las figuras se le incluyeron mejoras y el color de la armadura de Shiryu fue cambiado a un verde lustroso, tal como se aprecia en la serie animada. La edición previa de la armadura"Revived Bronze Cloth" de Shiryu tenía un color muy verde y contrastaba con la armadura como se ve en la serie animada. 5 pedestales son incluidos en este paquete. |
| 02     | Pegasus Seiya ～Genealogical Gold～ -versión de oro de 24K-. | 2008.03              | Debido a que la línea alcanzó una marca de 3 millones en ventas, Bandai lanzó una figura de Seiya de Pegaso en oro auténtico de 24K (solo la armadura) para conmemorar este hito. La versión de BANDAI Asia (Hong Kong) de esta figura también incluyó una vitrina expositora de madera y cristal, con espejos interiores y luces led. |
| 03     | God of Sea Poseidón ～ROYAL ORNAMENT EDITION～               | 2008.09              | Dos versiones diferentes salieron al mercado al mismo tiempo, una versión normal del poseidón con cabello azul y con una armadura igual a la que muestra el anime. la otra llamada 'Royal Ornament Edition' trae mucho más accesorios; (trono, capa, etc.). esta tiene el cabello color amarillo y la armadura tiene un color diferente, justo como se ve en el manga.                                                                                              |
| 04     | Ophiuchus Shaina & Cassios                                   | 2011.11              | Viene con ambos Shaina y Cassios. |

### Saint Seiya Myth Cloth Legend Exclusive Display Stands
| Número | Figura                    | Fecha de lanzamiento | Observaciones                                                                             |
| ------ | ------------------------- | -------------------- | ----------------------------------------------------------------------------------------- |
| 01     | Exclusive Display Stand   | 2006.07              | Primera Lanzamiento al mercado de un pedestal para las figuras que viene en color blanco. |
| 02     | Exclusive Display Stand B | 2007.07              | Segunda puesta en venta del pedestal en color negro.                                      |
| 03     | Exclusive Display Stand C | 2009.04              | Tercera edición del pedestal en color azul trasparente.                                   |

### Campaign Exclusive
| Número | Figura                                                | fecha de lanzamiento | Observaciones |
| ------ | ----------------------------------------------------- | -------------------- | --- |
| 01     | Grand Pope Shion                                      | 2005.10              | |
| 02     | Pandora                                               | 2006.11              | |
| 03     | Hades Shun                                            | 2007.09              | |
| 04     | Saori Kido                                            | 2009.13              | |
| 05     | Polaris Hilda                                         | 2010.02              | |
| 06     | Grand Pope Shion -2010 Ver.-                          | 2010.12              | A newer version from the 2005 release. Literally a combined version of the 2005 release and the Tamashii Nation 2008 limited version of Shion & Grand Pope package. (excluding Aries Surplus Cloth). |
| 07     | Armadura de Sagitario (Version del Torneo Galáctico.) | 2011.03              | Incluye el rostro de Ikki, tal como se vio en el anime. |
| 08     | Pegasus Seiya Bronze Cloth ~Limited Gold Pegasus~     | 2011.11              | Edición limitada de Seiya de Pegaso en su armadura de bronce con pintura dorada. Fue Incluido de forma única en el juego Saint Seiya Senki para PlayStation 3.                                       |

### Japanese Magazine Exclusive
| Número | Figura                                                | Fecha   | Observaciones                                                                             |
| ------ | ----------------------------------------------------- | ------- | ----------------------------------------------------------------------------------------- |
| 01     | Crystal Saint                                         | 2007.08 | From the magazine Figure Ou campaign exclusive                                            |
| 02     | Pegasus Seiya (Revived Bronze Cloth) ~Broken Version~ | 2009.04 | Saint Seiya Myth Cloth Legend Chronicle Magazine Limited sales special campaign exclusive |

### Tamashii Nation Event & Festival Event (aka - FES) Exclusive
| Número | Figura                                                                                 | Fecha de lanzamiento | Observaciones                                                                                    |
| ------ | -------------------------------------------------------------------------------------- | -------------------- | ------------------------------------------------------------------------------------------------ |
| 01     | Aries Shion (Surplus) & Grand Pope Pack                                                | 2008.03              | Tamashii Nations 2008 Limited Edition. A same version was sold during the 2008 Tamashii at Asia. |
| 02     | Pegasus Seiya (God Cloth) ~Original Color Edition~                                     | 2009.11              | Tamashii Nations 2009 exclusive item                                                             |
| 03     | Phoenix Ikki (Final Bronze Cloth) ~Original Color Edition~                             | 2010.08              | Tamashii Nations Festival 2010 exclusive item                                                    |
| 04     | Cygnus Hyōga (Final Bronze Cloth) ~Original Color Edition~                             | 2010.10              | Tamashii Nations 2010 exclusive item                                                             |
| 05     | Pegasus Seiya (Revived Bronze Cloth/Broken Ver.) & Saori Kido ~Original Color Edition~ | 2011.02              | 2011 Tamashii Feature Volume 2 exclusive item                                                    |
| 06     | Andrómeda Shun (Final Bronze Cloth) ~Original Color Edition~                           | 2011.02              | 2011 Tamashii Feature Volume 2 exclusive item                                                    |
| 07     | Dragon Shiryu (Final Bronze Cloth) ~Original Color Edition~                            | 2011.11              | Tamashii Nations 2011 Limited Edition                                                            |

### Tamashii Japanese Web Store Exclusive
| Número | Figura                                                      | Fecha de lanzamiento | Observaciones |
| ------ | ----------------------------------------------------------- | -------------------- | --- |
| 01     | Pegasus Seiya (Final Bronze Cloth) ~Original Color Edition~ | 2009.11              | |
| 02     | Exclusive Display Stand D                                   | 2010.01              | Cuarto Lanzamiento del pedestal en color naranja transparente.                                                                      |
| 03     | Andrómeda Shun (God Cloth) ~Original Color Edition~         | 2010.03              | |
| 04     | Dragon Shiryū (God Cloth) ~Original Color Edition~          | 2010.09              | |
| 05     | Cygnus Hyōga (God Cloth) ~Original Color Edition~           | 2011.02              | |
| 06     | Black Saint Pegasus & Andrómeda                             | 2011.04              | A combo pack of the two; And two exclusive faces of both Seiya and Shun that can be used with the Saint Seiya Myth Cloth figure's   |
| 07     | Black Saint Dragon & Cygnus                                 | 2011.06              | A combo pack of the two; And two exclusive faces of both Shiryū and Hyōga that can be used with the Saint Seiya Myth Cloth figure's |
| 08     | Caballero de Acero Sho de 'Tucan'                           | 2011.07              | |
| 09     | Caballero de Acero Ushio 'Pez Espada'                       | 2011.07              | |
| 10     | Caballero de Acero Daichi de 'Zorro'                        | 2011.07              | |
| 11     | Ikki de Phoenix (God Cloth) ~ Original Color Edition~       | 2011.11              | |
| 12     | Perseus Algol (Surplice)                                    | 2012.08              | Silver Saint Perseus Algol in his Surplice Cloth as depicted in the Hades OVA                                                       |
| 13     | Papillon Myu (Surplice)                                     | 2013.09              | |

### Toei Limited Exclusive
| Número | Figura                                                | Fecha de lanzamiento | Observaciones |
| ------ | ----------------------------------------------------- | -------------------- | ------------- |
| 01     | Pegasus Seiya (Revived Bronze Cloth ) - Power of Gold | 2010.05              |               |
| 02     | Dragon Shiryū (Revived Bronze Cloth) - Power of Gold  | 2010.09              |               |
| 03     | Cygnus Hyōga (Revived Bronze Cloth) - Power of Gold   | 2010.11              |               |
| 04     | Andrómeda Shun (Revived Bronze Cloth) - Power of Gold | 2011.03              |               |
| 05     | Phoenix Ikki (Revived Bronze Cloth) - Power of Gold   | 2011.07              |               |
| 06     | Dragon Shiryu Bronze Cloth ~Limited Gold Dragon~      | 2012.06              |               |
| 07     | Cygnus Hyoga Bronze Cloth ~Limited Gold Cygnus~       | 2013.02              |               |
| 08     | Andrómeda Shun Bronze Cloth ~Limited Gold Andrómeda~  | 2013.05              |               |
| 09     | Phoenix Ikki Bronze Cloth ~Limited Gold Phoenix~      | 2013.10              |               |

## Saint Seiya Cloth Crown
Saint Seiya Cloth Crown (圣 闘 士 圣衣 皇 级) es otra línea de juguetes derivada de la línea Saint Seiya Myth Cloth, de Bandai El título de la mercancía también se conoce como Saint Cloth Crown o, Saint Seiya Myth Cloth Crown, pero se conocen al título antes mencionado. Bandai dio a conocer la línea junto con la serie Saint Seiya Myth Cloth EX en mayo del 2011.
Aunque comparten el mismo nombre con la familia Myth Cloth, la Serie Crown se caracteriza por su tamaño, de 12 "(30 cm) de alto. Hasta ahora Bandai solo lanzó 2 Santos de esta serie. Aunque en las ediciones anuales de Tamashii Nations se presentaron 3 prototipos más, las ventas de la serie no cubrieron las expectativas de la empresa por lo que esta línea fue descontinuada. Al igual que la serie EX, la línea de figuras Crown tienen articulaciones rediseñadas y actualizadas que permiten gran movilidad.

### Figuras de la línea
| Number | Figure                   | Release Date |
| ------ | ------------------------ | ------------ |
| 01     | Sagittarius Seiya/Aiolos | 2011.09      |
| 02     | God of Sea Poseidon      | 2012.08      |
| 03     | Aquarius Hyoga/Camus     | 2014.XX      |
| 04     | Libra Shyru/DOKHO        | 2015.XX      |